# Edpercivalia thomasoni
Edpercivalia thomasoni är en nattsländeart som först beskrevs av Mcfarlane 1960.  Edpercivalia thomasoni ingår i släktet Edpercivalia och familjen Hydrobiosidae. Inga underarter finns listade i Catalogue of Life.